# Parallelia prouti
Parallelia prouti là một loài bướm đêm trong họ Erebidae.